# Heinrich von Ellerbach

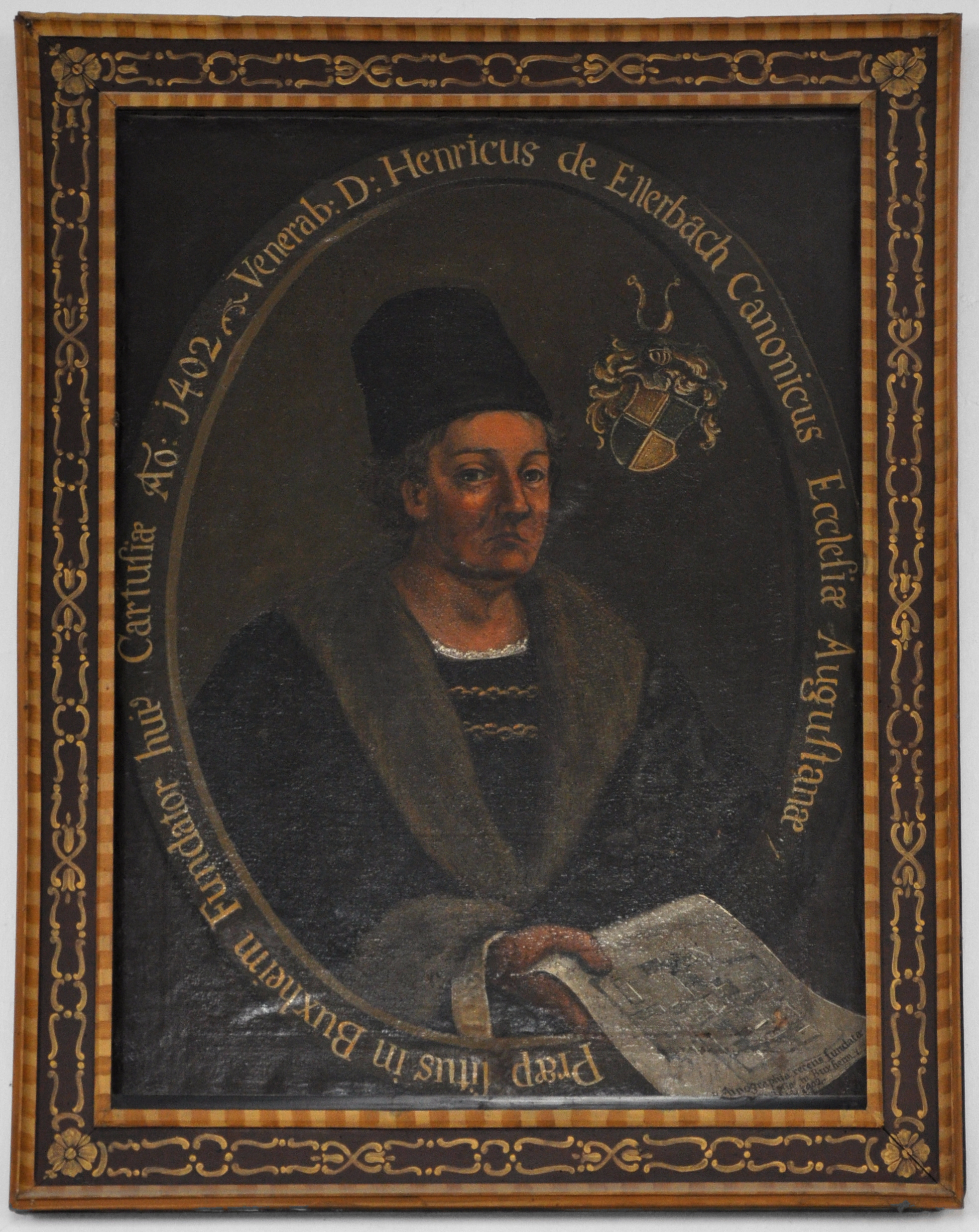
Heinrich von Ellerbach (Gemälde in der Kartause Buxheim als Dauerleihgabe der Abtei Ottobeuren)

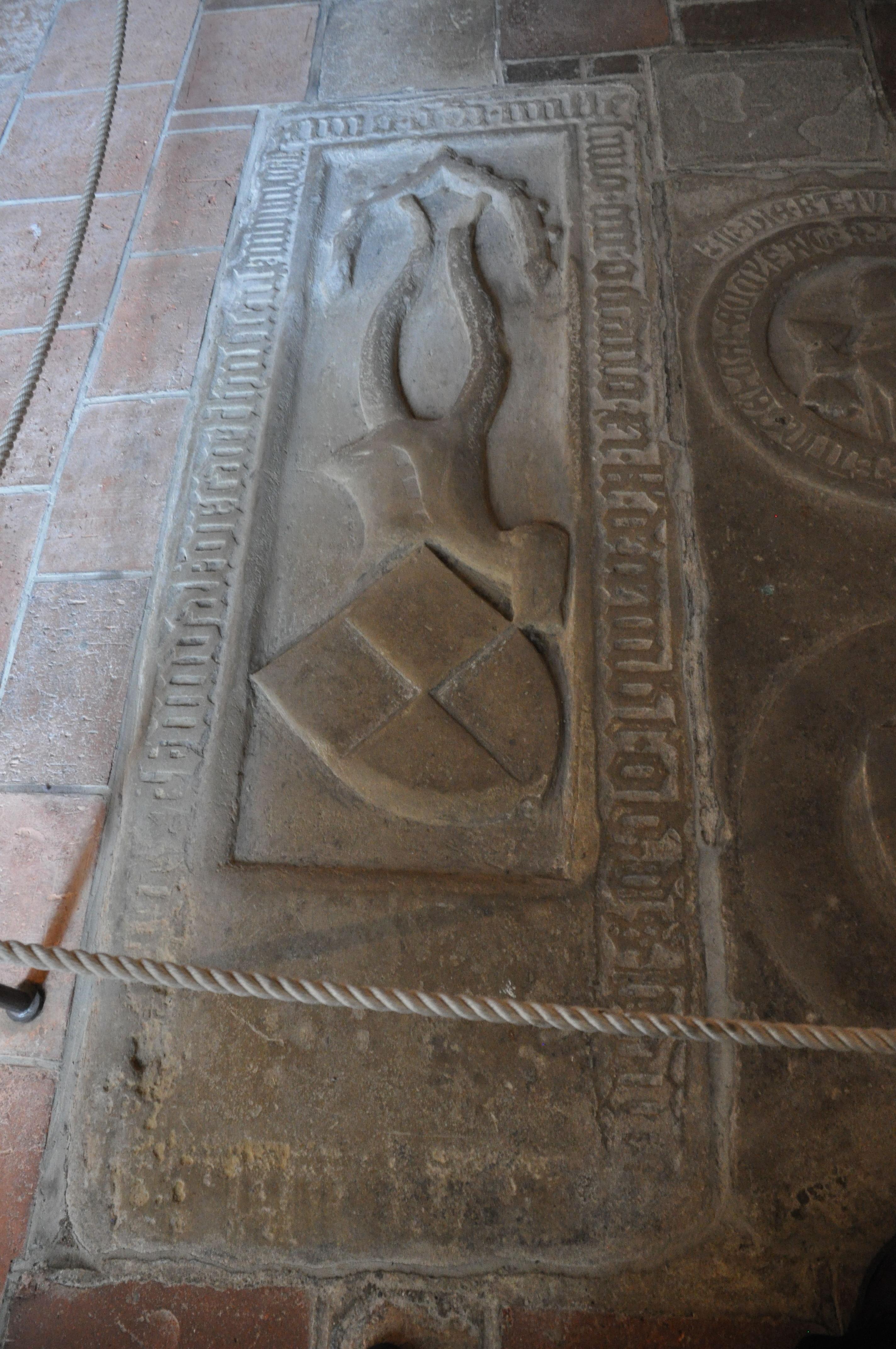
Grabplatte des Heinrich von Ellerbach, Domkreuzgang Augsburg

Heinrich von Ellerbach († 20. November oder 21. November 1408) war der letzte Propst des Kollegiatstifts Buxheim bei Memmingen.
Heinrich von Ellerbach stammte aus dem schwäbischen Ministerialengeschlecht der Herren von Ellerbach.  Spätestens seit 1371 war er Domherr in Augsburg, wo sein Onkel Burkhard von Ellerbach seit 1355 ebenfalls Domherr und ab 1373 Bischof war.
Sein Onkel ernannte ihn zum Propst des Stifts Buxheim, das seit etwa 1100 dem Augsburger Domkapitel gehörte und zur Versorgung des Augsburger Domklerus diente. Zu Beginn des 15. Jahrhunderts befand sich das Stift in einer schweren Krise. Obwohl Heinrich von Ellerbach im Jahre 1399 die Vogtei und die Niedere Gerichtsbarkeit über seine Grunduntertanen in Buxheim erworben hatte, war die wirtschaftliche Lage äußerst schlecht. Nicht besser stand es um die geistliche Disziplin: Von den ohnehin nur noch vier Kanonikern lebte ein einziger im Stift. Da keine Aussicht auf Besserung bestand, erreichte Ellerbach im Jahre 1402 die Zustimmung von Stiftskapitel, Domkapitel und Bischof, das völlig verarmte Stift aufzugeben und es mitsamt der Ortspfarrei von Buxheim dem Orden der Kartäuser zu schenken. Nachdem er im nächsten Jahr einen Schutzbrief der Reichsstadt Memmingen für die neue Kartause besorgt hatte, zogen noch im gleichen Jahr sechs Kartäuser aus Christgarten bei Nördlingen ein. 1408 wurde die neue Kartause Maria Saal (Aula Mariae) endgültig dem Orden eingegliedert.
Heinrich von Ellerbach wurde 1408 im Augsburger Domkreuzgang begraben. Seine Grabplatte und sein Epitaph sind dort erhalten.